# Loris Leneman
Loris Leneman, född 5 maj 2003, är en nederländsk tävlingscyklist som tävlar i bancykling. 

## Karriär
Vid U23- och junioreuropamästerskapen 2023 i Anadia tog Leneman silver i U23-klassen i lagsprint tillsammans med Daan Kool och Tijmen van Loon.
Vid EM 2025 i Heusden-Zolder tog Leneman silver tillsammans med Harrie Lavreysen och Tijmen van Loon i lagsprint.